# Tercera Expedición Antártica Francesa
La Primera expedición Charcot fue una expedición antártica francesa dirigida por el médico y explorador francés Jean-Baptiste Charcot que se desarrolló entre el 31 de agosto de 1903 y el 4 de marzo de 1905 a bordo de la goleta de tres mástiles Français. Originalmente fue concebida como una expedición de rescate para la Expedición Antártica Sueca, la labor principal de esta expedición fue el mapeo y la cartografía de las islas y las costas occidentales de la tierra de Graham en la península Antártica. Exploraron una sección de la costa y bautizaron la tierra de Loubet en honor del presidente de Francia.

## Expedición
En la primavera de 1903, Jean Baptiste Charcot, más interesado hasta entonces en la exploración del Ártico, cambió sus intereses hacia la exploración Antártica en la que Francia todavía no se había involucrado. Se encontró con graves dificultades para reunir los fondos necesarios y financió una parte importante de la expedición con su fortuna personal. De todas formas obtuvo subvenciones del Ministerio de Instrucción Pública, de la Sociedad de Geografía, de la Academia de las Ciencias y del Museo de Historia Natural. Además lanzó una suscripción en el diario francés Le Matin que le reportó 150.000 francos-oro. El presupuesto total de la expededición se elevó a los 450.000 francos-oro.
La expedición fue patrocinada por el Presidente de la República Francesa Émile Loubet.

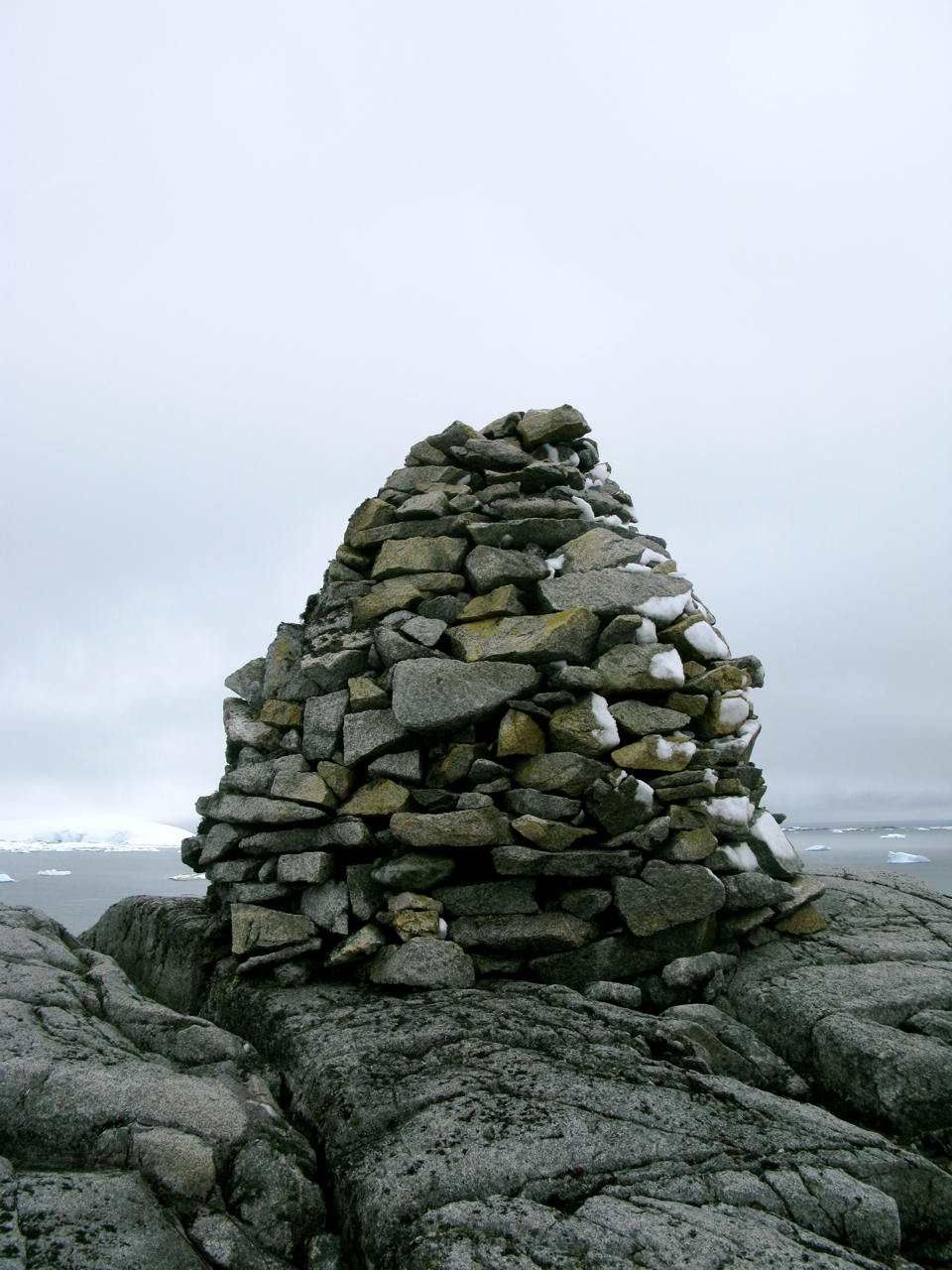
Hito construido por Charcot en el lugar donde invernaron.
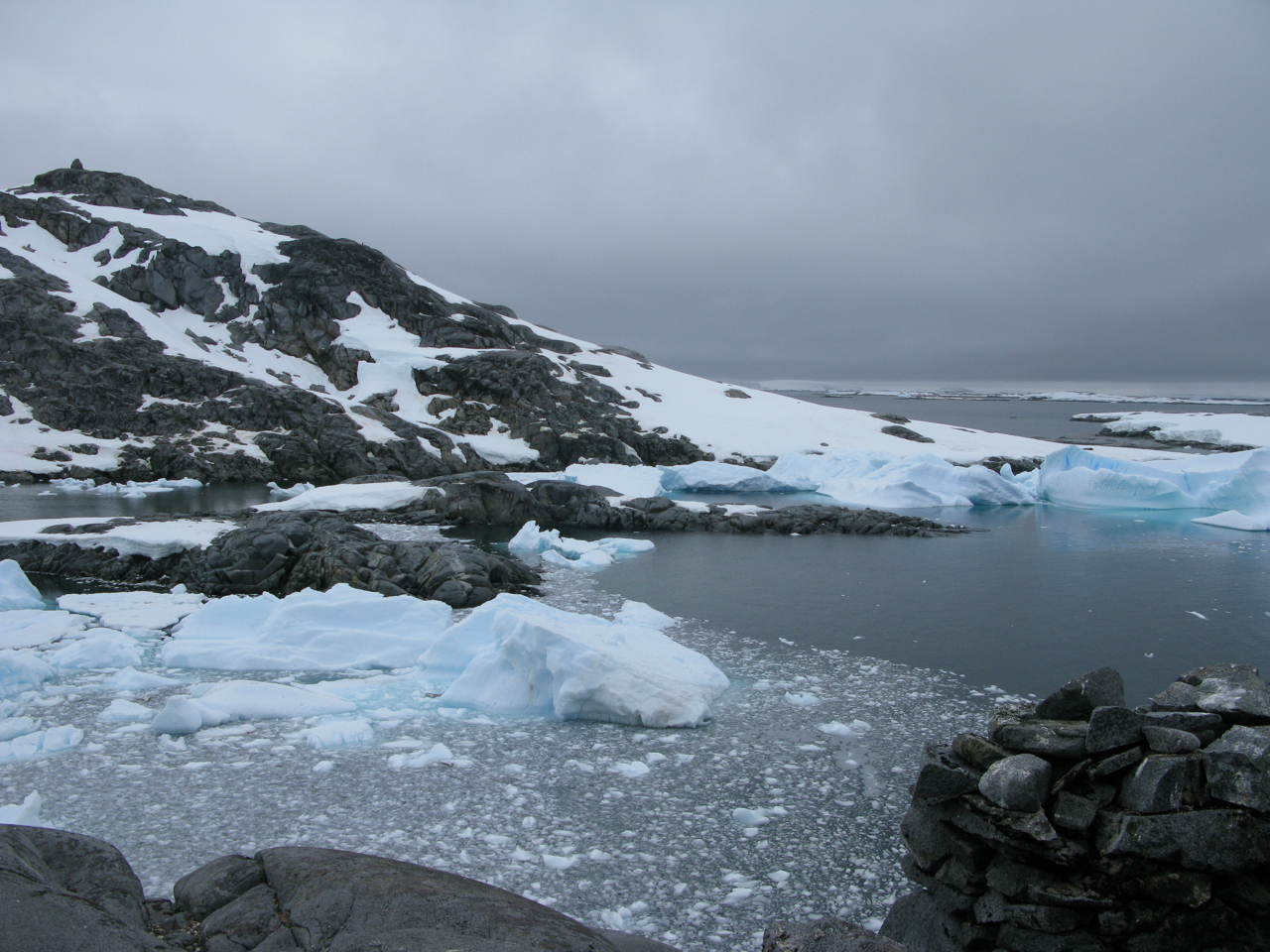
Vista de la bahía llamada Port Charcot.
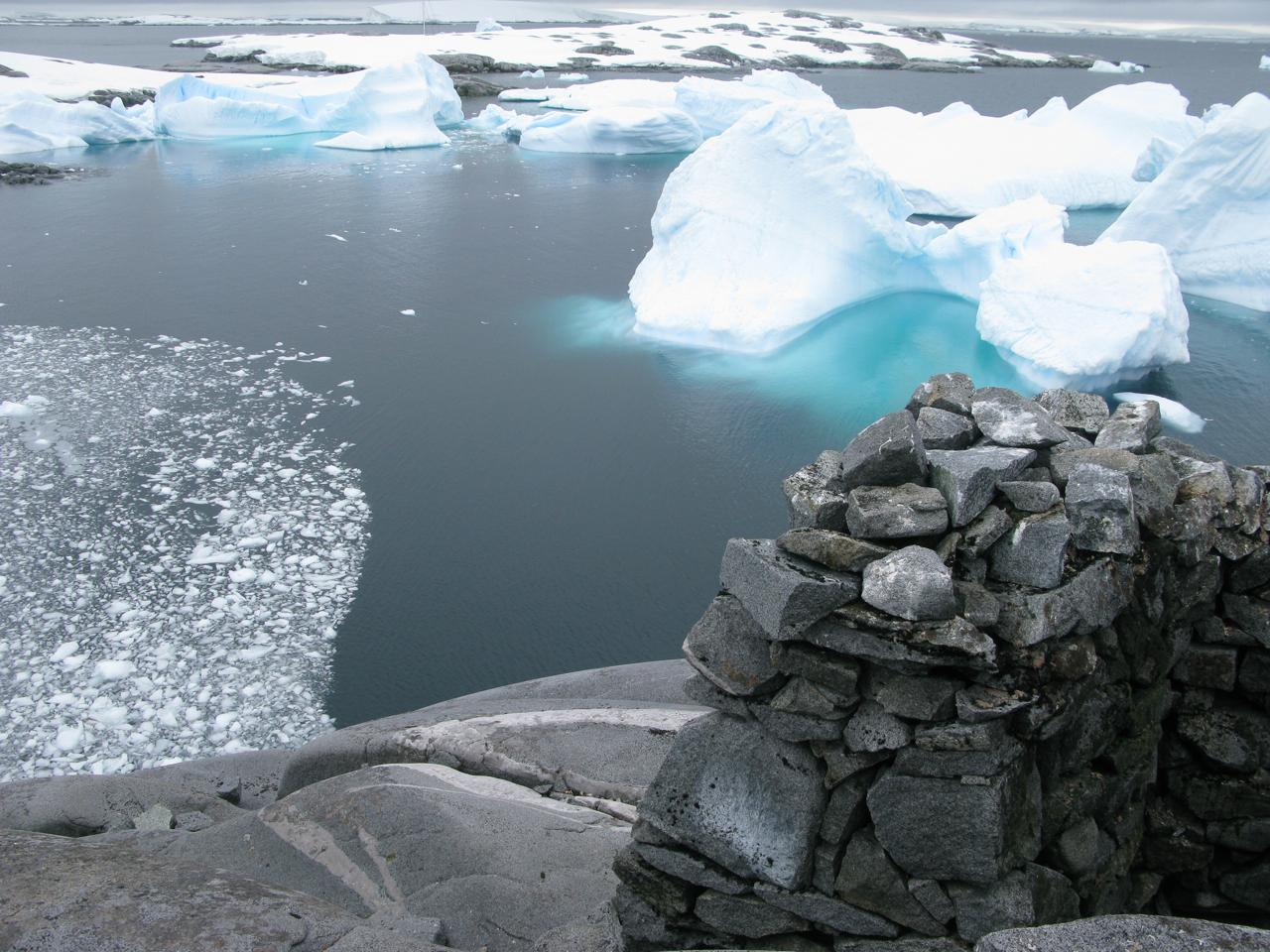
Otra vista de la bahía.

## Lista de miembros de la expedición
- Jean-Baptiste Charcot. Comandante de la expedición. Bacteriólogo.
- A. Matha, Segundo Comandante. Teniente de navío. Marino e hidrógrafo.
- J. Rey. Alférez de navío. Meteorólogo y oceanógrafo.
- E. Gourdon. Geólogo y glaciólogo.
- J. Turquet. Naturalista.
- P. Pléneau. Fotógrafo.
- E. Cholet. Patrón.
- J. Jabet. Contramaestre.
- J. Guégen. Marinero.
- F. Rolland. Marinero.
- F. Hervéou. Marinero.
- J. Besnard. Marinero
- Raymond Rallier du Baty. Estudiante de la marina mercante.
- E. Goudier. Jefe de mecácnicos.
- L. Poste. Segundo mecánico
- F. Libois. Fogonero y carpintero.
- F. Guégen. Fogonero.
- M. Rozo. Cocinero.
- R. Paumelle.
- P. Dayné. Guía de los Alpes.